# Yonathan Kapitolnik
Yonathan Kapitolnik (hebräisch יונתן קפיטולניק, * 25. November 2002) ist ein israelischer Leichtathlet, der sich auf den Hochsprung spezialisiert hat.

## Sportliche Laufbahn
Erste internationale Erfahrungen sammelte Yonathan Kapitolnik im Jahr 2019, als er beim Europäischen Olympischen Jugendfestival (EYOF) in Baku mit übersprungenen 2,00 m den achten Platz belegte. 2021 siegte er dann mit 2,25 m bei den U20-Europameisterschaften in Tallinn sowie anschließend mit 2,26 m auch bei den U20-Weltmeisterschaften in Nairobi. Im Jahr darauf belegte er bei den Balkan-Meisterschaften in Craiova mit 2,15 m den fünften Platz und anschließend gelangte er bei den Weltmeisterschaften in Eugene mit 2,24 m im Finale auf Rang elf. Im August verpasste er bei den Europameisterschaften in München mit 2,17 m den Finaleinzug. 2024 wurde er bei den Europameisterschaften in Rom mit 2,17 m Zwölfter. Im Jahr darauf verbesserte er seine Bestleistung im Januar auf 2,31 m, verpasste dann aber im März bei den Halleneuropameisterschaften in Apeldoorn mit 2,13 m überraschend den Finaleinzug. Kurz darauf belegte er bei den Hallenweltmeisterschaften in Nanjing mit 2,20 m den achten Platz. Ende Juni wurde er bei der 2. Liga der Team-Europameisterschaft in Maribor mit 2,25 m Erster, ehe er bei den World University Games in Bochum mit 2,27 m die Goldmedaille gewann.
In den Jahren von 2020 bis 2024 wurde Kapitolnik israelischer Meister im Hochsprung.